# Henia brevis
Henia brevis är en mångfotingart som först beskrevs av Filippo Silvestri 1896.  Henia brevis ingår i släktet Henia och familjen Dignathodontidae. Inga underarter finns listade i Catalogue of Life.